# Islote La Lobera
Islote La Lobera är en ö i Mexiko.   Den ligger i delstaten Baja California, i den västra delen av landet, 1 700 km nordväst om huvudstaden Mexico City.